# Silvio Corbari
Pour les articles homonymes, voir Corbari.
Sirio Corbari, mieux connu sous le nom de Silvio Corbari, né le 10 janvier 1923 à Faenza (Italie) et mort le 18 août 1944 à Castrocaro Terme (Italie), est un partisan italien.
Pour les nombreux succès remportés dans les opérations menées contre les forces d'occupation allemandes, Sirio Corbari a reçu la médaille d'or de la valeur militaire.

## Biographie
Dans les années qui ont immédiatement précédé la guerre mondiale, Sirio Corbari joue dans le club de football de Faenza.

### Seconde Guerre mondiale et entrée dans la résistance
Corbari, après l'armistice du 8 septembre 1943, rejoint immédiatement la résistance armée contre les forces d'occupation allemandes et les milices fascistes qui les soutenaient, faisant d'abord partie de la formation partisane appelée « bande du Samoggia » puis du groupe appelé « banda del camion fantasma » (bande du camion fantôme) dont Marx Emiliani faisait partie. Après quelques actions, cependant, le groupe se sépare, en raison de la blessure et de la capture d'Emiliani et d'Amerigo Donatini.

#### Labande Corbari
Corbari décide de poursuivre le combat dans les Apennins de Faenza avec d'autres camarades de différents courants politiques, créant sa propre unité partisane indépendante dont il est devient le commandant, avec le nom de bataille de Silvio, qu'il décide d'appeler « Bande Corbari (it) ».
Le 9 janvier 1944, la formation attaque la caserne des carabiniers royaux et la garnison militaire fasciste de Tredozio, sans coup férir, l'occupant et la tenant une dizaine de jours, avant que les fascistes ne puissent organiser une réaction. Tredozio sera repris et occupé deux fois de plus dans les mois suivants.
Pendant onze mois, sa formation se déplace entre les territoires des provinces de Ravenne et de Forlì, menant de nombreuses attaques et embuscades contre les forces d'occupation, ce qui lui vaut l'estime et l'aide de la population locale.

#### La trahison, la capture et la mort de Franco Rossi
Corbari est capturé à cause d'un informateur, Franco Rossi, appartenant déjà au gang Corbari. Rossi se présente chez Benito Dazzani, commandant du bataillon "IX Settembre" de la République sociale italienne, et lui indique l'endroit où Corbari est caché. Dazzani sélectionne une unité d'une petite dizaine de personnes appuyée en aval par un bataillon fasciste. Ils montent vers Modigliana et procèdent à la capture du partisan. Dazzani se souvient que Rossi était présent. Rossi suit ensuite le "IX Settembre" dans le Piémont puis en Allemagne.
Après l'arrestation et l'exécution de divers partisans qui ont collaboré avec le gang de Corbari, dont le marquis Gian Raniero Paulucci de Calboli Ginnasi (arrêté le 12 août 1944 et fusillé le 14 août), le 18 août 1944 Corbari, avec sa compagne Iris Versari (it) et les partisans Adriano Casadei et Arturo Brusholi, sont encerclés par des unités fascistes à Ca' Cornio, près de Modigliana. Après une intense fusillade, Versari, constatant l'encerclement de l'abri, après avoir tué un soldat allemand qui est entré dans l'abri se suicide. Peu avant leur mort, les marquis Paulucci et Corbari avaient préparé une proclamation, avec la collaboration de Don Costante Maltoni, curé de Forlimpopoli, pour inviter la population à « reconstruire la conscience nationale ».
Corbari et Casadei sont amenés à Castrocaro et pendus, en guise d'avertissement à la population, tandis qu'Arturo Brusholi est tué lors du transfert à Castrocaro, sur la route de Monte Trebbio, car les soldats ne pouvaient pas supporter ses plaintes en raison des nombreuses blessures subies au cours de la tentative de s'échapper de Ca 'Cornio.
Les corps des quatre partisans sont ensuite amenés à Forlì et accrochés, toujours à des fins d'intimidation, aux lampadaires de la place centrale, Piazza Saffi, où ils restent quelques jours.

Tonino Brusholi n'a pas été exécuté immédiatement : lors d'un transfert à bord d'une camionnette de Forlì à Ravenne, il a tenté de s'enfuir, mais a été tué près de Coccolia.

## Distinctions
- Médaille d'or de la valeur militaire

## Filmographie
- Le Dernier Guet-apens (Corbari), film de 1970, réalisé par Valentino Orsini.
- Partisans. La storia del Battaglione Corbari (1996), réalisé par Antonio Spino.

## Chansons
- Le groupe folk-rock et punk rural Lennon Kelly de Cesena a dédié une chanson de l'album "Lunga vita al re" à Corbari.